# سی‌اس‌اس بمبشل
سی‌اس‌اس بمبشل (به انگلیسی: CSS Bombshell) یک کشتی بود که طول آن ۹۰ فوت (۲۷ متر) بود. این کشتی در سال ۱۸۶۴ ساخته شد.